# Dzeng
Dzeng es una comuna camerunesa perteneciente al departamento de Nyong-et-So'o de la región del Centro.
En 2005 tiene 9412 habitantes, de los que 667 viven en la capital comunal homónima.
Se ubica unos 40 km al este de la capital nacional Yaundé.

## Localidades
Comprende, además de Dzeng, las siguientes localidades:
| - Abam - Abang I - Abang II - Adoum - Adzap Elon - Aka'a - Akak - Assok - Atega - Awae | - Ayan - Bembe - Bikok - Biyebe - Daïdo - Ebabot - Ebod Nkou - Ebok - Ebomkop I - Ebomkop II | - Efoulan - Ekinguili - Endoum - Essong - Evele - Fon - Kat - Komassi - Mbah - Mbanga | - Mebenga Djomo - Mekom - Minemfoumou - Ndzandouan - Ngat I - Ngat II - Ngoulminanga - Nkoeyen - Nkol-Nguet - Nkolndongo | - Nkongmedzap - Obofianga - Olom - Omgbang - Otongan - Zilli - Zoassi |